# Ferrari GG50
El Ferrari GG50 es un prototipo de automóvil diseñado por Giorgetto Giugiaro y fabricado por su propia empresa, Italdesign, sobre la base mecánica del Ferrari 612 Scaglietti. Fue presentado en 2005 en la sede central de Bridgestone en Tokio, para después, ser trasladado como pieza central del stand de la firma en el Salón del Automóvil de Tokio. Es un tributo a los 50 años de Giugiaro en el diseño automovilístico.

## Mecánica y prestaciones
El GG50 mantiene la base mecánica integra del Ferrari 612 Scaglietti, el cual utiliza un motor gasolina atmosférico de 12 cilindros en V a 65º y 5748 cc (5,7 litros) que desarrolla una potencia máxima de 540 CV, lo que se traduce en 94 CV/L. La relación de compresión es de 11.2:1. Tiene una transmisión automática secuencial de 6 velocidades y su velocidad máxima estimada es de 315 km/h.

## Diseño
El GG50 es un cupé de cuatro plazas. La mayoría de los detalles del diseño interior son similares a los del Ferrari 612 Scaglietti, así como parte del diseño exterior. Algunas piezas, como el volante, derivan de los Ferrari de Fórmula 1 de antaño. Las partes específicas del GG50 son el tablero de instrumentos y el navegador satelital AVIC-X1R creado por Pioneer.